# 無尾熊
（音译考拉（Koala）），是澳洲的特有種有袋類动物，全世界僅分布在澳洲的東部昆士蘭州、新南威爾斯、南澳大利亚州和維多利亞地區低海拔、不密集的桉樹林中。

## 名稱
名稱考拉（koala） 源自澳洲原住民的歐拉族的達拉格語。
1798年一位探險家約翰·杭特在澳洲藍山首次發現，在19世紀初無尾熊遭到捕殺出口，數量由百萬隻銳減至一千多隻，於是澳洲政府立法保護。
澳洲的無尾熊保護區有公立也有私立。私立的Lone Pine Koala Sanctuary，在1970年代曾飼養過白無尾熊。
無尾熊身体长约70－80公分左右，依據分布地區北部種：公熊6－8.5公斤、母熊4－6.5公斤；南部種公熊11－15公斤、母熊8－10公斤，性情溫馴、喜歡獨居，有一身又厚又软的浓密灰褐色短毛，胸部、腹部、四肢内侧和内耳皮毛呈白色，生有一对大耳朵，耳有茸毛，鼻子裸露且扁平，無尾熊有尾巴，但屬尾椎殘餘，只有約3.5公分長，这是因为它順的尾巴经过漫长的岁月已经退化成一个“座垫”， 因而能长时间舒适地坐在树上。它四肢粗壮，利爪长而弯曲，它的爪尖利，每只五趾分为两排，一排为二、一排为三，善于攀树，且多数时间待在高高的树上，就连睡觉也不下来。以桉树叶和嫩枝为食，因为無尾熊从桉树叶中得到了足够的水分，因此，一般很少饮水。这和它的生活环境有关，它的栖息地土所居住的澳大利亞森林大多是桉树所組成的，使得無尾熊可取得的食物僅限於桉树树叶。由於，桉树树叶十分的粗糙，纖維相當堅硬，營養極少，因此，無尾熊每天都必須不停食用並咀嚼上百萬次才能攝取到足夠的營養。成年無尾熊平均每天要吃400g树叶，其体脂很低，需要不断进食。
因為每天不停的咀嚼，無尾熊到了晚年會因為牙齒的磨損導致無法進食而餓死。為消化桉树树叶中的毒素，無尾熊的消化道達6.5英寸（170），佔整個消化系統的20%，也因為桉树树叶有毒，使無尾熊沒有爭食上的對手，剛出生的無尾熊因為沒有牙齒無法咀嚼桉树树叶，因此會吞食母親粪便直到牙齒長出來為止。
無尾熊几乎只以桉树叶为食，由于桉树叶含有不同浓度的许多不同的有毒化合物，無尾熊自身有巴斯德菌科隆派恩菌属考拉隆派恩菌（Lonepinella koalarum），可以分解其中一些有毒化合物。

## 行為
無尾熊屬於夜行性動物，身體新陳代謝較慢，每日需睡眠16至22小時。清醒的时候大部分时间用来进食。非群居动物，个体之间的社交行为极少，平均每天只有15分钟。

## 疾病
無尾熊容易感染到數種不同的疾病，常見的兩種像是結膜炎、濕屁股（一種腎臟和泌尿系統的疾病），其他還有呼吸系統的感染、一種頭骨的疾病以及寄生蟲等等。而衣原體細菌常被認為是導致無尾熊生病的主要原因，專家們正持續地在研究它和無尾熊族群們的關係。而可以發現的是無尾熊在人群擁擠或是食物供給量不足的地方生活時，會比較容易感染疾病。

## 天敵
無尾熊在生活中有幾個天敵，其中之一是澳洲犬（dingoes），當無尾熊為了要從一棵樹到另一棵而在地上行走時，不論是成年還是小無尾熊，都有可能受到澳洲犬的傷害；而小無尾熊有時則會受到楔尾鵰（wedge-tailed eagles）及貓頭鷹的攻擊；其他像是野生的貓、狗以及狐狸，也都是無尾熊的天敵之一。但現在無尾熊受到人類道路、交通的影響，使得棲息地的減少，這也可以說是另一種形式的敵人。

## 近親
無尾熊跟袋熊具有許多類似的特徵，因此牠們可能為近親，但仍需進一步的分子生物學研究。

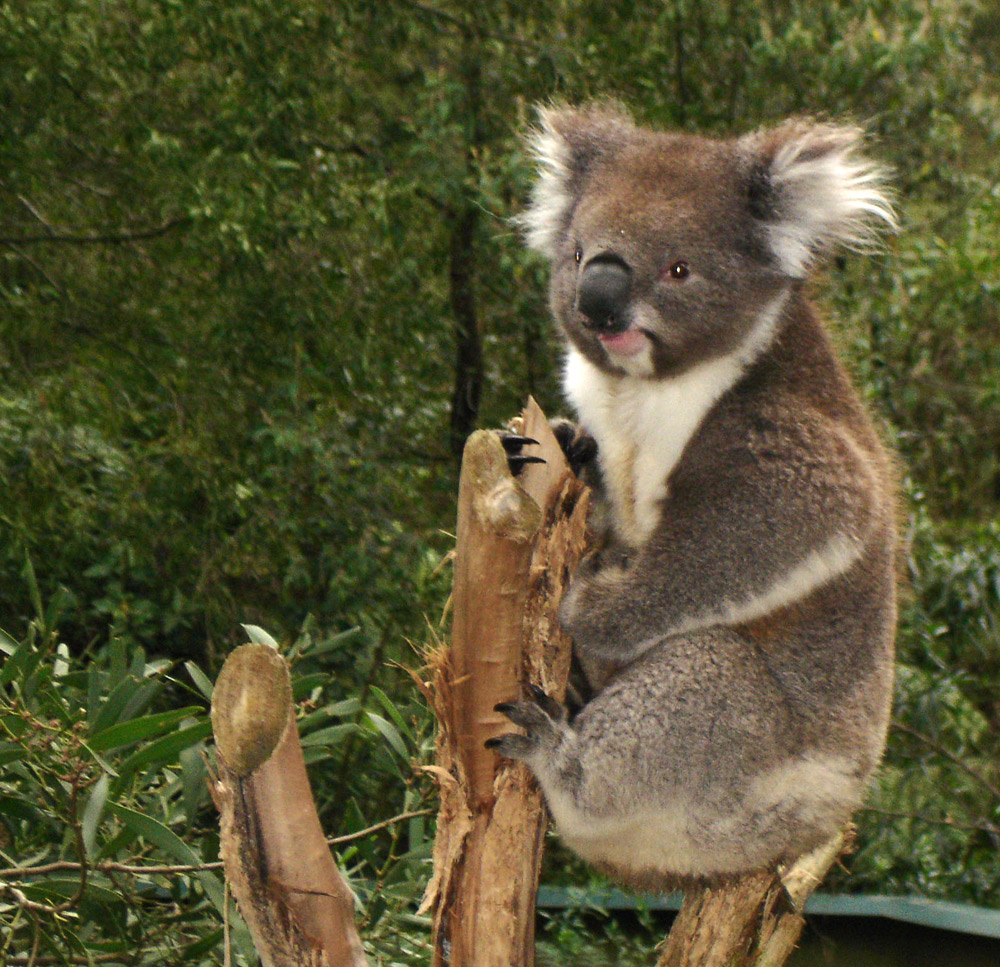
位於澳洲南維多利亞省多枝桉樹（嗎哪膠樹，Manna Gum）森林裡的無尾熊。

## 外部連結
- 動物多樣性網站（美國密西根大學） （页面存档备份，存于）
- 龍柏树熊動物園
- Myers, P. 2001. Vombatidae(On-line), Animal Diversity Web.